# 캐사디 포프
캐사디 포프(Cassadee Pope, 1989년 8월 28일 ~ )는 미국의 싱어송라이터이다. 더 보이스 시즌 3 우승자다.

## 음반 목록
- Frame by Frame (2013)